# نازنين كونتراكتور
نازنين كونتراكتور (من مواليد 26 أغسطس 1982) ممثلة كندية عرفت بدورها ليلى حوراني في شبكة سي بي سي مسلسل الحدود و مؤخراً بدورها كايلا حسن في 24 (مسلسل) الموسم 8. هي من غجراتيون وتنتسب للبارسيون. تزوجت من الممثل الكندي كارلو روتا في 1 أبريل 2010. ولديهم ولد واحد.

## السيرة السينمائية
الانتقام (مسلسل)
| السنة     | العنوان                   | الدور               | ملاحظات    |
| --------- | ------------------------- | ------------------- | ---------- |
| 2008–2009 | الحدود                    | ليلى حوراني         | مسلسل      |
| 2010      | قواعد الارتباط            | سونيتا              | مسلسل      |
| 2010      | 24 (مسلسل)                | كايلا حسن           | مسلسل      |
| 2011      | Seance the Summoning      | ايفا                | فيلم       |
| 2012      | Pegasus vs. Chimera       | بيلوني              | فيلم       |
| 2013      | ستار تريك إلى الظلام      | ريما هاروود         | فيلم       |
| 2013–2014 | جيس                       | مسلسل               |            |
| 2014      | بونز (مسلسل)              | ساري ناظري          | مسلسل      |
| 2014      | بيرسون أوف إنترست (مسلسل) | ماريا مارتينيز      | مسلسل      |
| 2014      | Covert Affairs            | سيدني ستيفاني       | مسلسل      |
| 2015      | داينج لايت                | جاد عدة ادوار (صوت) | لعبة فيديو |
| 2015      | عقرب                      | سايما فاطمة         | مسلسل      |
| 2015      | كاسل (مسلسل)              | ليلى نظيف           | مسلسل      |
| 2015      | ملاحقة                    | أديل مارشال         | مسلسل      |
| 2015      | Heroes Reborn             | فرح                 | مسلسل      |

## روابط خارجية
- نازنين كونتراكتور على موقع IMDb (الإنجليزية)
- نازنين كونتراكتور على موقع ألو سيني (الفرنسية)
- نازنين كونتراكتور على موقع ميوزك برينز (الإنجليزية)
- نازنين كونتراكتور على موقع أول موفي (الإنجليزية)
- نازنين كونتراكتور على موقع قاعدة بيانات الفيلم (الإنجليزية)
- نازنين كونتراكتور على موقع كينوبويسك (الروسية)